# Albano Belino
Albano Ribeiro Belino ou Bellino (São Julião (Gouveia), 18 de dezembro de 1833 – Guimarães, 2 de dezembro de 1906) é mais conhecido pela sua obra como arqueólogo, embora fosse também poeta, epigrafista, etnógrafo e jornalista. Fundou o museu do Convento de São Francisco em Guimarães, e foi um ardente defensor da criação de um museu de arqueologia em Braga, que só viria a ser criado 12 anos após a sua morte.

## Vida

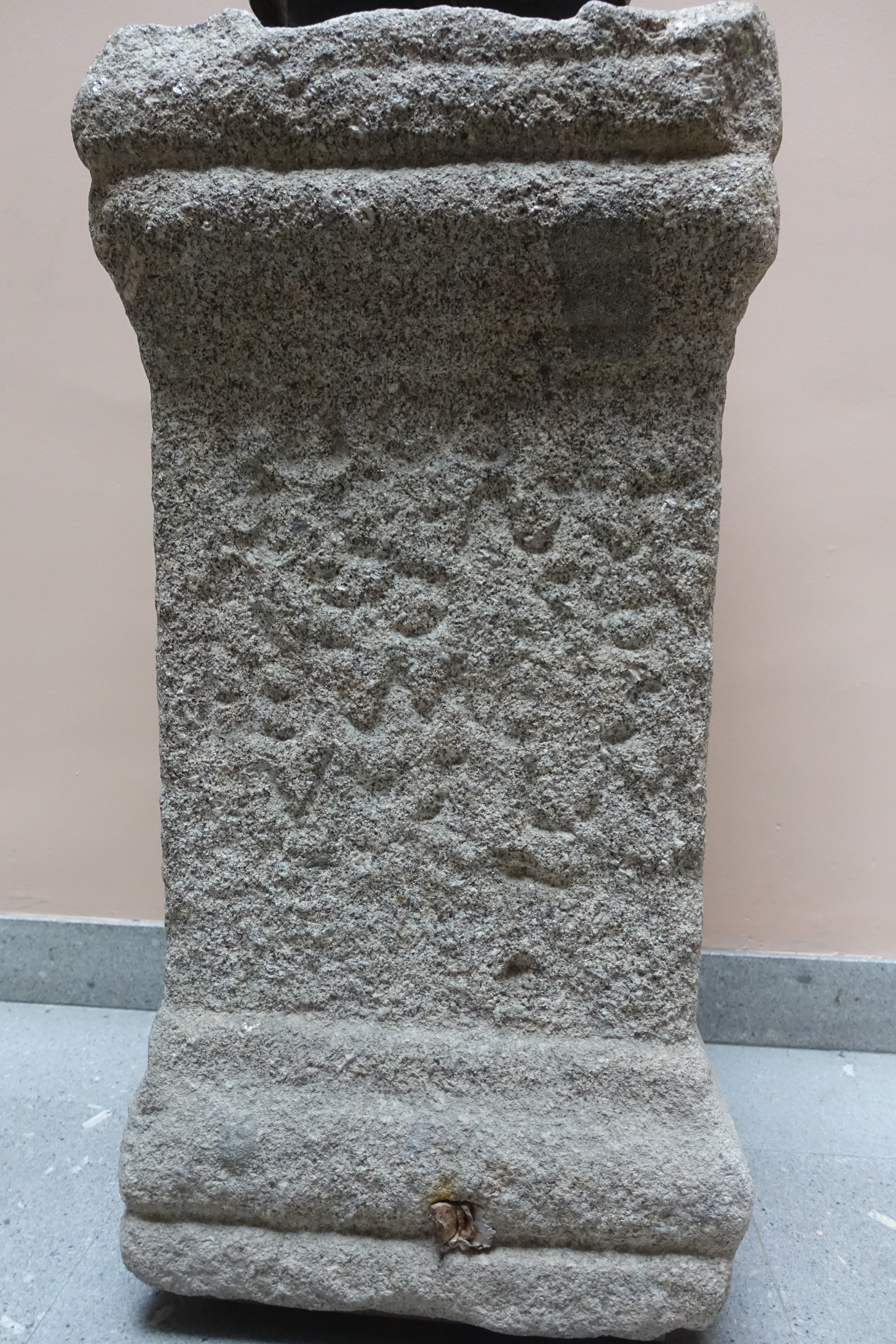
Ara do Monte Redondo, da coleção Belino, no Museu Martins Sarmento

Autodidata sem qualquer diploma, chegou a Guimarães em Julho de 1876, com 13 anos, para ser aprendiz caixeiro numa tabacaria. O cónego António Joaquim de Oliveira Cardoso, poeta e dramaturgo, cliente da tabacaria, "adotou-o" e tratou pessoalmente da sua formação.
Belino fez-se primeiro poeta e jornalista, colaborando nos jornais de Guimarães (Religião e Pátria, Memória, Comércio de Guimarães) e tornando-se correspondente, do Jornal da Manhã, do Porto. Em 1886, juntamente com um outro jovem, fundou uma folha literária, O Bijou.
Em Dezembro de 1885 organizou, com Albano Pires, as comemorações do 7.° centenário da morte de D. Afonso Henriques em Guimarães. No ano seguinte, participou na criação da Grande Comissão de Melhoramentos da Penha, de que foi o primeiro presidente. Fundou em 1890, o museu de arte sacra do Convento da ordem terceira de São Francisco em Guimarães.
Em 1891, mudou-se para Braga para casar com Delfina Rosa, sobrinha do Cónego seu protetor. Será aí que em 1894, inspirado na obra de Martins Sarmento, dará início à sua atividade de arqueólogo e epigrafista, tendo em particular atenção os vestígios de Bracara Augusta.
Ao mesmo tempo que compila as inscrições que transcreve das pedras que encontra, começa a colecionar os objetos arqueológicos que irão dar origem a um núcleo museológico, instalado a partir de 1899 num pequeno e escuro espaço do Paço do Arcebispo, embrião segundo ele, dum futuro museu arqueológico em Braga. Progressivamente, Belino estende a sua área e campo de investigação para espaços exteriores a Braga e para os tempos proto-históricos, visitando os castros e citânias da região. Em 1899 e 1900, ele explora o Castro de Monte Redondo. Em 1902 foi responsável pelas escavações no Castro (Cidade Velha) de Santa Luzia, em Viana do Castelo, enquanto procura apoio para escavações em Santa Marta das Cortiças. A câmara que até aí lhe tinha ajudado dando-lhe inclusive alguns artefactos, já não lhe dá muito apoio, talvez por ser um dos mais virulentos opositores à destruição do castelo de Braga, projeto promovido pela câmara. Belino até propõe a criação de um museu no castelo para salvar o monumento medieval. Mas no dia 15 de novembro de 1905, ele assiste, impotente, à demolição do castelo, evento transformado em festa popular pela autarquia.
Poucos dias depois, inconformado, ele sofre um acidente vascular cerebral, ficando paralisado parcialmente do lado direito, vindo a falecer no dia 2 de dezembro de 1906, em Guimarães, com apenas 42 anos de idade.
Partiu sem ver concretizado o seu sonho: a abertura dum museu arqueológico em Braga, onde projetava depositar os objetos que colecionou ao longo de mais de uma década. Desiludido pela ação da câmara bracarense, deixou a recomendação à sua viúva, que a sua coleção fosse transferida para o Museu Arqueológico da Sociedade Martins Sarmento, numa nova secção que veio a ser inaugurada em 1907.
O Museu D. Diogo de Sousa, museu arqueológico de Braga, só viria a ser criado em 1918, ironicamente no mesmo sítio que o museu Belino: no Paço do Arcebispo, mas tal como o seu antecessor, sem assegurar um funcionamento regular. Foi preciso esperar mais um século depois da morte de Belino, para que um museu construído de raiz abri-se realmente ao público (2007).

## Cargos
Albano Belino foi vogal da Comissão dos Monumentos Nacionais, por convite de Ramalho Ortigão. Pertenceu a diversas instituições científicas, nacionais e estrangeiras, entre as quais a Real Associação dos Arquitectos Civis e Arqueólogos Portugueses, a Sociedade de Geografia de Lisboa, o Instituto de Coimbra, a Comissão Central do 1.° de Dezembro de 1640 da Sociedade Histórica da Independência de Portugal, a Sociedade de Arqueologia da Figueira da Foz. Foi sócio correspondente da Academia Real de História da Espanha, sócio honorário da Sociedade Arqueológica de Pontevedra, sócio emérito da Sociedade Arqueológica de Toledo e sócio correspondente da Sociedade Martins Sarmento.

## Coleção Albano Belino
Das 44 peças da coleção de Belino, destaca-se uma inscrição do ano 3 ou 2 antes de Cristo, gravada num pedestal de estátua, dedicada a Augusto pelos Bracaraugustani, por ocasião do aniversário de Paulo Fábio Máximo, legado do Imperador. É a primeira referência gravada na pedra e a mais antiga memória da cidade. Foi encontrada em 1896 em Semelhe e o texto gravado é o seguinte: Ao imperador César Augusto, filho do Divo, Pontífice Máximo, do Poder Tribunício XXI vezes, os bracaraugustanos consagraram este monumento, (inaugurado) no dia natalício de Paulo Fábio Máximo, Legado Propretor.
Outra peça importante é o baixo-relevo recolhido na freguesia de Caires, no concelho de Amares que poderá simbolizar o Cursus Publicus, ou seja o sistema de correio romano, com a representação de um cavaleiro.

## Obras

### Livros

- Commons
- Wikisource

- Inscrições e letreiros da cidade de Braga e algumas freguesias rurais, Porto, 1895. na Wikisource, a biblioteca livre.
- Inscrições romanas de Braga, Porto, 1895.
- Novas inscrições romanas inéditas de Braga, Braga, 1896.
- Cartas sobre epigrafia romana, Braga, 1898.
- Archeologia christã; descripção historica de todas as egrejas, capellas, oratorios, cruzeiros e outros monumentos de Braga e Guimarães, Lisboa, 1900. (Primeiro inventário sistemático do património religioso edificado dos dois concelhos), no Commons.
- Questionário arqueológico, Braga, 1900.
- Discurso proferido no Ateneu Comercial de Braga, Braga.
- Aqui (versos), Guimarães.
- Catálogo das moedas romanas, celtiberas e visigóticas, pertencentes à Sociedade Martins Sarmento, Porto, 1901.[1]
- Albano Belino: Estudos Bracarenses. Edição da Câmara Municipal de Braga, com a colaboração da Biblioteca pública de Braga, 2018. Reedição das suas obras sobre Braga.

### Artigos
- Bracara Augusta. "O Archeologo Português", Lisboa, 10 (3/5) Mar.-Maio 1905, p. 118-119
- Catálogo das moedas romanas, celtiberas e visigodas pertencentes à Sociedade Martins Sarmento. “Revista de Guimarães”, 16 (2) Abr.-Jun. 1899, p. 79-90. (1899)
- Catálogo das moedas romanas, celtiberas e visigodas pertencentes à Sociedade Martins Sarmento.“Revista de Guimarães”, 17 (3) Jul.-Set. 1900, p. 137-147; 17 (4) Out.-Dez. 1900, p. 187-203 (1900)
- Catálogo das moedas romanas, celtiberas e visigodas pertencentes à Sociedade Martins Sarmento. “Revista de Guimarães”, 18 (3-4) Jul.-Dez. 1901, p. 136-155. (1901)
- Cidades mortas. Publicação póstuma. "O Arqueólogo Português", Lisboa, 14, 1909, p. 1-28
- Epigraphia Romana de Braga. "O Archeologo Português", Lisboa, 9, 1903, p. 101-102
- Habitação Urbana. “Portugália”, I, 1899-1903, p. 613-618
- Inscrições inéditas. “Revista de Guimarães”, 12 (3) Jul.-Set. 1895, p.97-102. (1895)
- Inscrições romanas de Braga (inéditas). Braga, 1895
- Inscrições romanas inéditas. "Revista de Guimarães", Guimarães, 12 (3) Jul. 1895, p.97-102
- Inscripções e lettreiros da cidade de Braga e algumas freguezias ruraes, 1895
- Museu de Braga (projecto). "O Archeologo Português", Lisboa, 10, p. 15-16.
- Novo deus bracarense. "O Archeologo Português", Lisboa, 8 (2/3) Fev.-Mar. 1903, p. 46-47
- Vixit. “Revista de Guimarães”, Volume especial, 1900, p. 44-45. (1900,1)[1]

## Biografia
- VASCONCELOS, José Leite de, Necrologia de Albano Belino.“O Archeologo Português", Lisboa, vol 11, 1906,p. 318